# Semple Stadium
Semple stadium è uno stadio irlandese situato a Thurles, città della contea di Tipperary, nella provincia del Munster.
I proprietari sono le squadre di calcio gaelico e di hurling della contea.
Con 53 500 posti a sedere, è il secondo stadio d'Irlanda per capienza dopo Croke Park.

## Storia
Costruito nel 1910, lo stadio sorge su un'area un tempo conosciuta come "Thurles Sportsfield", che fu ceduta ad alcuni appassionati per la modica cifra di 900 sterline. Gli appassionati stessi mantennero la proprietà fino al 1956 anno in cui fu ceduta alla Gaelic Athletic Association.
Nel 1934, per celebrare il giubileo d'oro della nascita dell'associazione degli sport gaelici, lo stadio fu ampliato fino a 60.000 posti e fu designato per la finale del campionato di hurling dello stesso anno, che tuttavia si disputò a Croke Park.
Lo stadio assunse il suo nome definitivo nel 1971 quando fu dedicato a Tom Semple, capitano dei Thurles Blues, che aveva vinto tre volte l'All-Ireland Senior Hurling Championship nel 1900, 1906, e 1908.